# Dodoni
Dodoni (greacă Δωδώνη) sau Dodona, este o localitate în Grecia. Reședința acesteia este satul Agia Kyriaki. Filmul  Oedip rege a fost turnat aici în 1967

## Galerie

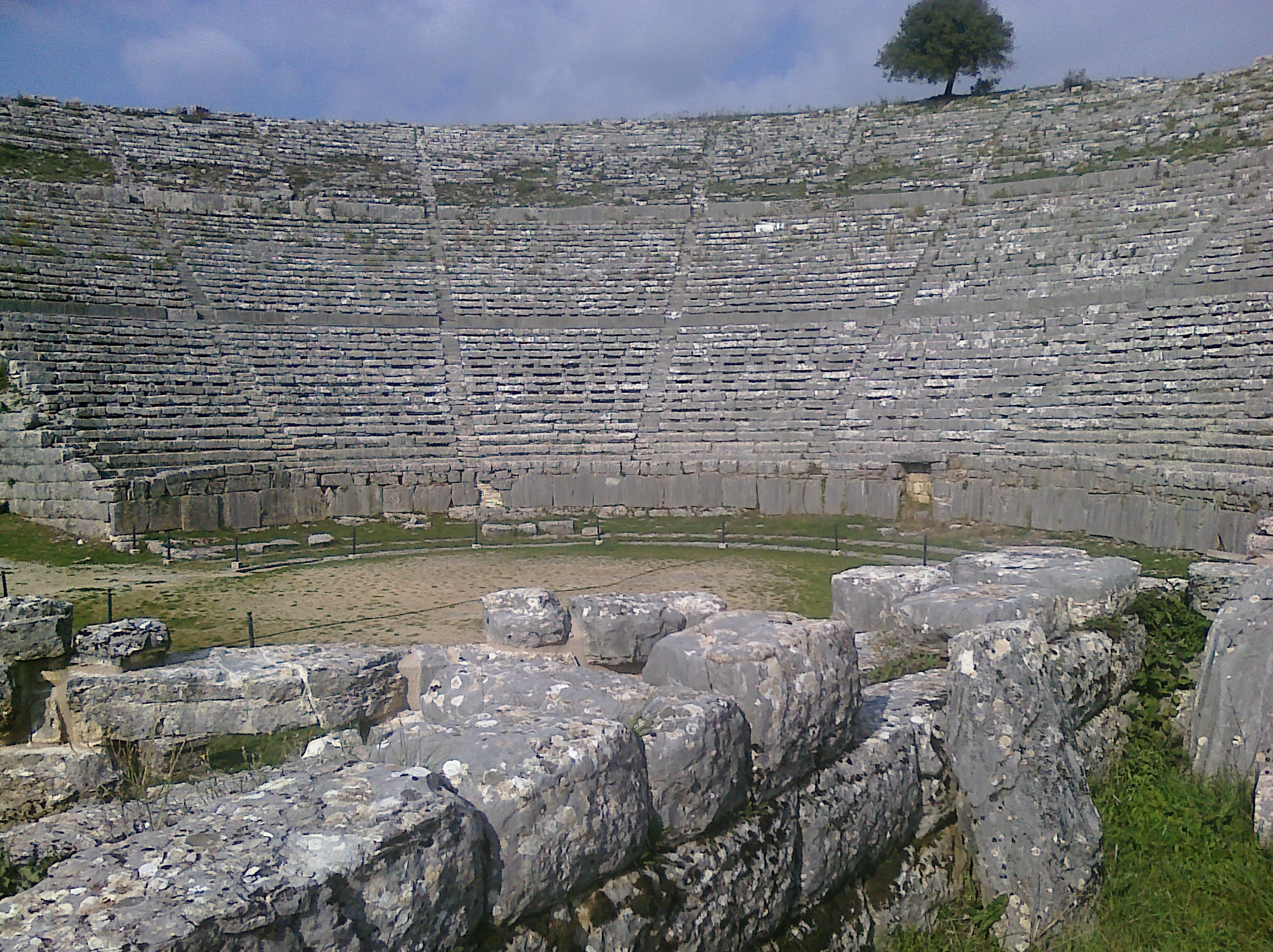
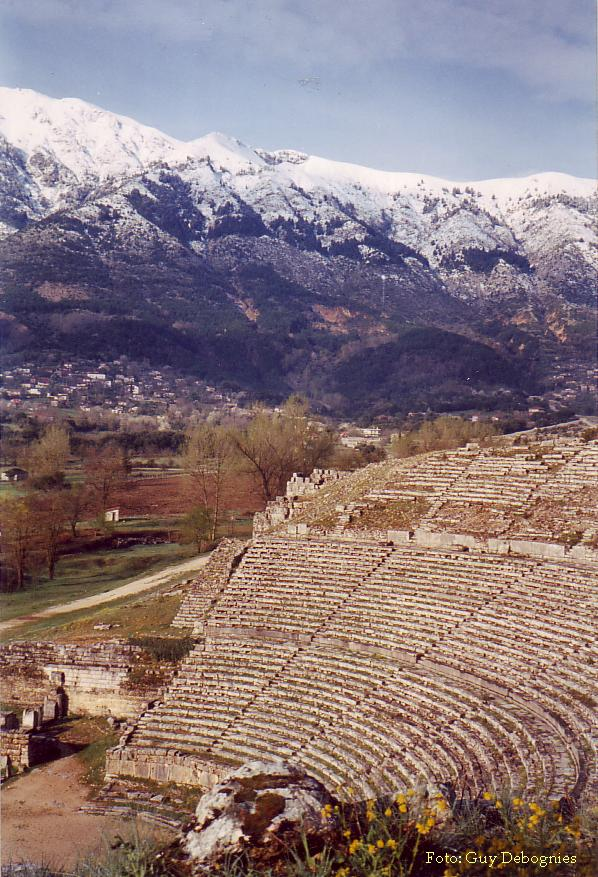
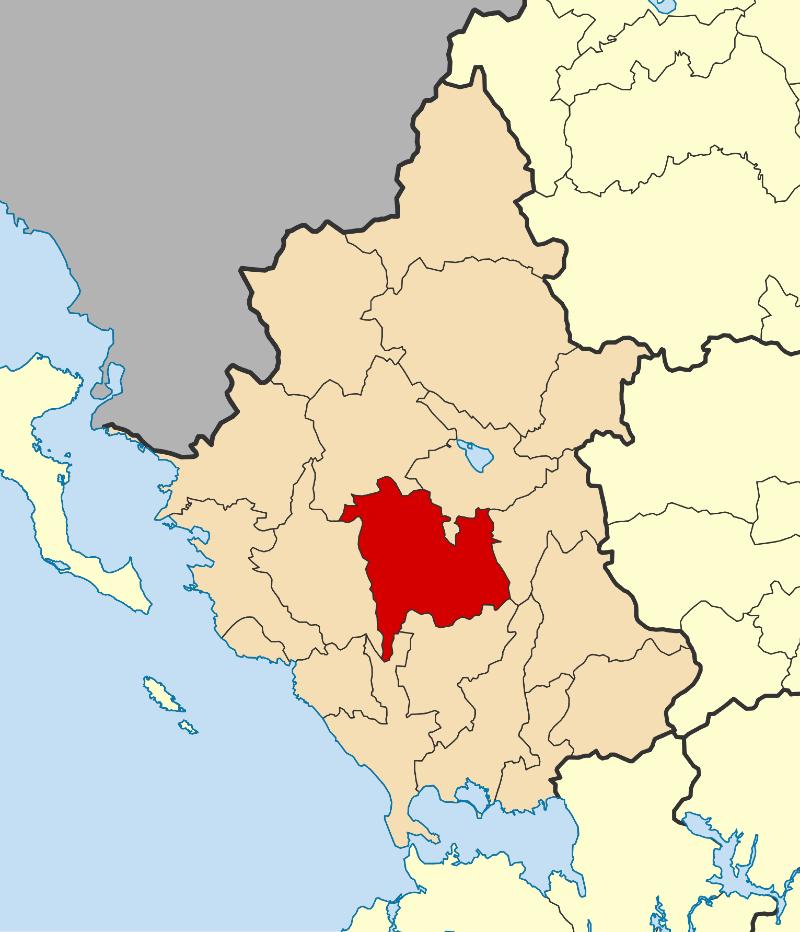